# 13853 Jenniferfritz
13853 Jenniferfritz eller 1999 XR96 är en asteroid i huvudbältet som upptäcktes den 7 december 1999 av LINEAR i Socorro County, New Mexico. Den är uppkallad efter Jennifer K. Fritz.
Asteroiden har en diameter på ungefär 7 kilometer.